# 260. pr. n. št.
260. pr. n. št. je četrto desetletje v 3. stoletju pr. n. št. med letoma 269 pr. n. št. in 260 pr. n. št.. 

## Dogodki
- 264 pr. n. št. - začetek 1. punske vojne med Rimom in Kartagino.